# Terria (album)
Terria è il quarto album in studio del cantautore canadese Devin Townsend, pubblicato il 27 agosto 2001 dalla HevyDevy Records.

## Tracce
1. Olives – 3:21
2. Mountain – 6:32
3. Earth Day – 9:35
4. Deep Peace – 7:34
5. Canada – 6:53
6. Down and Under – 3:43
7. The Fluke – 7:16
8. Nobody's Here – 6:54
9. Tiny Tears – 9:12
10. Stagnant – 10:55 – contiene la traccia fantasma Humble

## Formazione
- Devin Townsend – chitarra, voce, campionatore, tastiera
- Gene Hoglan – batteria
- Craig McFarland – basso fretless
- Jamie Meyer – pianoforte, tastiera